# 謝利·拉泰爾扎
謝利·拉泰爾扎（Gerardo "Jerry" Laterza，1974年7月1日—），生於美國洛杉磯，已退役巴拉圭足球運動員，司職中場。

## 球員生涯
謝利生於美國洛杉磯，畢業於核桃市中學，並在1990年和1992年當選加利福尼亞州際聯合會年度1A球員，其後他升讀南方衛理會大學並為校隊上陣。1993年4月3日與當地職業聯賽球會洛杉磯莎莎簽約。於1999年來港加盟傑志，同年外借到當時在甲組角逐的勁旅南華，其後正式加盟南華，期間他又入選香港聯賽選手隊對巴拉圭國家隊的賀歲盃賽事，2002年轉會中國球會廣州香雪，至2003年他再度來港加加盟寶路華流浪，直到2004年球季，因為兒子被診斷有自閉症，令謝利希望用多些時間陪伴兒子，選擇掛靴盡父親的責任。

## 家庭生活
謝利兒子出生後被診斷有自閉症，其後再被診斷出現腦退化症狀，而為了其兒子和父母特別是兒子在醫療的開支，所以謝利擔任一間兒童足球會的技術總監，並被派到Slammers FC的青少年球會負責5至18歲男子球員的訓練。

## 外部連結
- MLS: Gerardo Laterza（页面存档备份，存于）
- Legends FC: Jerry Laterzo
- Newport Mesa Profile